# Яроу Пойнт
Яроу Пойнт (на английски: Yarrow Point) е град в окръг Кинг, щата Вашингтон, САЩ. Яроу Пойнт е с население от 1008 жители (2000) и обща площ от 1 km². Намира се на 38 m надморска височина. ЗИП кодът му е 98004, а телефонният му код е 425.